# Raymond Burghardt
Raymond Burghardt (sinh năm 1945) là nhà ngoại giao người Mỹ, từng giữ chức vụ Đại sứ Hoa Kỳ tại Việt Nam từ năm 2002 đến 2004, Giám đốc (1999–2001) đồng thời là Chủ tịch Viện Mỹ tại Đài Loan từ năm 2006 đến năm 2016.

## Tiểu sử
Burghardt chào đời ở Thành phố New York vào năm 1945 và lớn lên ở khu vực đô thị New York. Ông tốt nghiệp Trường Đại học Columbia năm 1967.
Năm 1985, Burghardt được Tổng thống Ronald Reagan đề cử làm Trợ lý Đặc biệt cho Tổng thống về các vấn đề An ninh Quốc gia, thay thế Constantine Menges làm Giám đốc Cấp cao về các vấn đề Mỹ Latinh trong biên chế Hội đồng An ninh Quốc gia.
Trước khi đến Đài Loan, Burghardt là Tổng lãnh sự tại Thượng Hải từ năm 1997 đến năm 1999 và là người đối thoại chính của Chính phủ Mỹ với cố Vương Đạo Hàn, nhà đàm phán chính của Cộng hòa Nhân dân Trung Hoa với Đài Loan. Ông được bổ nhiệm làm Đại sứ Hoa Kỳ tại Việt Nam thứ hai vào ngày 28 tháng 11 năm 2001, thay thế Pete Peterson.
Từ tháng 2 năm 2006 đến tháng 10 năm 2016, ông giữ chức Chủ tịch Hội đồng Quản trị của Viện Mỹ tại Đài Loan. Ông đồng thời giữ chức Giám đốc Hội thảo Đông–Tây tại Trung tâm Đông–Tây ở Honolulu, Hawaii từ năm 2006 đến năm 2012.
Ông là một trong số ít nhà ngoại giao từng là Viên chức Ngoại giao khi Hoa Kỳ hủy bỏ công nhận Trung Hoa Dân Quốc vào năm 1979 và vẫn là người hoài nghi về tính hợp lệ của Đồng thuận năm 1992. Với tư cách là chủ tịch AIT sắp mãn nhiệm, ông cũng kêu gọi "sự sáng tạo" và "linh hoạt" trong việc giải quyết sự bế tắc chính trị trong quan hệ hai bờ eo biển.
Burghardt có thể nói tiếng Việt, tiếng Quan Thoại và tiếng Tây Ban Nha.
Burghardt đã được trao tặng Huân chương Order of Propitious Clouds năm 2008.